# 佐東町
佐東町（さとうちょう）はかつて広島県安佐郡に存在した町である。
1973年3月20日に安佐郡の高陽・安古市両町及び安芸郡瀬野川町とともに広島市に編入されて消滅した。この合併をもって高宮・沼田両郡の統合（1898年10月1日）の結果設置された安佐郡は消滅し、約75年の歴史にピリオドを打った。

## 町名の由来
1664年（寛文4年）まで存在した郡（佐東郡）の名前に由来する。1664年に佐東郡は沼田郡に改称するが、佐東町域を構成した川内中調子、川内温井、緑井、八木の各村はいずれも佐東郡に属していた。なお、安芸国には佐西郡も存在し、そちらは1664年に佐伯郡（2005年11月3日消滅）に改称している。

## 沿革
- 1889年4月1日 - 市町村制施行。佐東町域には当時いずれも沼田郡に属する川内村・緑井村・八木村が存在した。
- 1898年10月1日 - 高宮・沼田両郡が統合して安佐郡が成立する。これにより川内・緑井・八木各村は安佐郡に属する村になった。
- 1955年7月1日 - 川内・緑井・八木各村が対等合併して佐東町が成立する。
- 1973年3月20日 - 安佐郡高陽・安古市両町および安芸郡瀬野川町とともに広島市に編入されて消滅する。同時に安佐郡も消滅する。

## 主要施設
- 安佐南区佐東出張所
- 広島北警察署佐東交番
- 安佐南消防署

## 地理
河川
- 太田川
- 古川

山
- 阿武山（標高586.4m）
- 権現山（標高397.1m）

## 産業
名産の広島菜漬の原料になる広島菜の栽培が行われていた。

## 大字
- 川内中調子（かわうちなかじょうし）
- 川内温井（かわうちぬくい）
- 緑井（みどりい）
- 八木（やぎ）

## 交通（1973年3月19日当時のデータ）

### 鉄道
- 国鉄可部線が通っており、町内には以下の施設が存在した。
  - 緑井駅 - 七軒茶屋駅 - 梅林駅 - 上八木駅

### 道路
国道
- - 国道54号
  - 国道183号 - 町内は全区間国道54号と重用。
  - 国道191号 - 町内は全区間国道54号と重用。
  - 国道261号 - 町内は全区間国道54号と重用。

主要地方道
町内は通っていない。
一般県道
- - 広島県道177号下佐東線
  - 広島県道270号八木緑井線
  - 広島県道271号八木広島線
  - 広島県道459号矢口安古市線

## 教育（1973年3月19日当時のデータ）
小学校
- 佐東町立川内小学校
- 佐東町立緑井小学校
- 佐東町立八木小学校

中学校
- 安佐郡安古市町・佐東町学校組合立城南中学校